# Figa (Eslovàquia)
|  | Aquest article tracta sobre la població eslovaca. Vegeu-ne altres significats a «Figa». |

Figa és un poble i municipi d'Eslovàquia. Es troba a la regió de Banská Bystrica.

## Història
La primera menció escrita de la vila es remunta al 1244.

## Demografia
| Godina             | 1994 | 2004   | 2014    | 2024   |
| ------------------ | ---- | ------ | ------- | ------ |
| Nombre de persones | 372  | 379    | 423     | 421    |
| Diferència         |      | +1,88% | +11,60% | −0,47% |

| Godina             | 2023 | 2024   |
| ------------------ | ---- | ------ |
| Nombre de persones | 426  | 421    |
| Diferència         |      | −1,17% |